# Народна мова
Народна мова, також вернакуля́рна мова або вернакуля́р (від лат. vernāculus — рідний, місцевий) — рідна, місцева мова певного населення. Це місцева мова, якою зазвичай розмовляють у громаді. Часто протиставляється стандартній, лінгва франка, класичній мові, чи літургійній мові. 
Одна або кілька мов, які використовуються в повсякденному житті більшістю населення в певному місці. Вона відрізняється від стандартної, національної або літературної мови або лінгва-франка, яка використовується для полегшення спілкування на великій території. Зазвичай це рідна мова, частіше розмовна, а не письмова. Вернакуляру надається нижчий статус, ніж стандартизованим формам мови. Це може бути місцева мова, діалект або соціолект.
Деякі лінгвісти використовують термін «вернакуляр» і «нестандартний діалект» як синоніми.

## Етимологія
Походить від латинського слова «vernaculus» («рідний»). У свою чергу, це слово походить від «vernaculus» і «vernacula», які є зменшувальними від слів «vernus» і «verna», що означають рабів чоловічої і жіночої статі відповідно, народжених у будинку власника, а не куплених на стороні. У класичній латині слово «vernaculus», вживається в значенні «рідний» і «народний». Класичний латинський граматик Марк Теренцій Варрон використовує термін «vocabula vernacula» для позначення слів рідної мови на відміну від запозичених з інших мов.
Вернакуляризація — розвиток мовної ідеології та політики, заснований на ідеї відновлення функцій місцевої мови і проголошення її державною чи офіційною. Прикладом вернакуляризації є вибір автохтонної мови казахського народу як державної в Казахстані.